# Гилберт, Дэниел
Дэниел Гилберт (англ. Daniel T. Gilbert; род. 5 ноября 1957, США) — именной профессор психологии Гарвардского университета. Работает в области социальной психологии. Получил известность как автор исследования аффективного прогнозирования, проведенного совместно с Тимоти Уилсоном (англ. Timothy Wilson) в Виргинском университете. Гилберт — автор международного бестселлера «Спотыкаясь о счастье», который был переведён на 25 языков и в 2007 году назван Королевским обществом британской национальной академии наук лучшей книгой года.
Неоднократно выступал с лекциями в рамках конференции TED. Член Американского философского общества (2024).

## Биография
В 19 лет Дэниел Гилберт бросил школу и, чтобы стать писателем-фантастом, попытался поступить на курс писательского мастерства в местный колледж, однако курс уже был набран и Гилберт записался на единственный доступный на тот момент курс — «Введение в психологию».
Дэниел Гилберт получил степень бакалавра искусств в области психологии в Университете Колорадо (Денвер) в 1981 году и степень доктора в области социальной психологии в Принстонском университете в 1985 году.
- 1985—1990 — ассистент профессора в Техасском университете, Остин
- 1990—1995 — адъюнкт-профессор в Техасском университете, Остин
- 1995—1996 — профессор в Техасском университете, Остин
- 1996—2005 — профессор, Гарвардский университет
- 2005—2010 — профессор гарвардского колледжа, Гарвардский университет

С 2013 года — Эдгар Пирс профессор психологии, Гарвардский университет.
В 2008 году избран членом Американской академии искусств и наук.
Дэниел Гилберт является соавтором и ведущим шестичасового телесериала «This Emotional Life», который был показан в январе 2010 года на канале PBS и получил несколько наград.

## Награды и отличия
Дэниел Гилберт обладатель преподавательской премии академического сообщества Фи Бета Каппа, стипендии Гуггенхайма и особой премии за вклад в науку Американской психологической ассоциации.